# استارداست پروموشن
استارداست پروموشن (株式会社スターダストプロモーション) (انگلیسی: Stardust Promotion Co. , Ltd.) آژانس استعدادیابی برجستهٔ ژاپنی است که در شیبویا، توکیو قرار دارد. این آژانس در سال ۱۹۷۹ بنیان‌گذاری شد و در فعالیت‌های سرگرمی از جمله موسیقی، سینما و مدلینگ سرمایه‌گذاری می‌کند.
این آژانس سهم غالبی در مدیریت بازیگران زن دارد. برای مثال، مدیریت هنرمندانی همچون یوکو تاکه‌اوچی و کو شیباساکی را برعهده دارد. این آژانس همچنین برای گروه‌های دخترانهٔ خود مانند موموئیرو کلوور زد و گروه‌های پسرانهٔ خود مانند گروه دیش و همچنین برای ناشر موسیقی مستقل خود به نام اس‌دی‌آر (استارداست رکوردز) شناخته می‌شود.
در سال ۲۰۰۹، استارداست پروموشن یک شعبه در کره جنوبی باز کرد. علاوه بر ادارهٔ مرکزی در توکیو، استارداست پروموشن در ناگویا، اوساکا و این اواخر در فوکوئوکا نیز شعبه دارد. این آژانس اخیراً بر روی استعدادهای داخلی تأکید دارد و چند گروه آیدل داخلی به نام‌های تیم سیاچی‌هوکو (در ناگویا) و تاکویاکی رینبو (در اوساکا) تشکیل داده‌است.